# Thomisus bonnieri
Thomisus bonnieri är en spindelart som beskrevs av Simon 1902. Thomisus bonnieri ingår i släktet Thomisus och familjen krabbspindlar.
Artens utbredningsområde är Oman. Inga underarter finns listade i Catalogue of Life.